# Siri Hustvedt
Siri Hustvedt (Northfield, 1955. február 19. –) amerikai regényíró és esszéista.

## Fiatalkora
Lloyd Hustvedt amerikai professzor és egy norvég anya lánya, a minnesotai Northfieldben nőtt fel, és angolul és norvégul is beszélt. Siri szülővárosában, a minnesotai Northfieldben járt állami iskolába, és 1973-ban a norvégiai Bergenben, a Cathedral Schoolban szerzett diplomát.
13 évesen kezdett írni, egy reykjavíki családi kirándulás után, ahol a klasszikus irodalom különböző műveit olvasta. Különösen Dickens David Copperfield című műve nyűgözte le, és miután befejezte, úgy döntött, hogy az irodalmat akarja hivatásává tenni. 1977-ben Hustvedt a St. Olaf College-ban történelem szakon szerzett diplomát. New Yorkba költözött, hogy 1978-ban a Columbia Egyetemre járjon végzős hallgatóként. Első publikált műve egy vers volt a The Paris Review-ban. Hustvedt az egyetemi évei alatt szegénységben élt, és az egyetemtől kapott sürgősségi kölcsönhöz folyamodott, hogy túléljen.

## Pályafutása
1982-ben jelent meg egy kisebb versgyűjteménye, a Reading to You, a Station Hill Press gondozásában.
A Columbia Egyetemen 1986-ban doktorált angol nyelvből. Charles Dickensről írt disszertációja, a Figures of Dust: A Reading of Our Mutual Friend című munkája a regényben megjelenő nyelv és identitás vizsgálata, különös tekintettel Dickens töredezettségi metaforáira, a névmások használatára és ezek kapcsolatára az én narratív, dialogikus felfogásával. A disszertációban olyan gondolkodókra hivatkozik, akik hatással voltak későbbi írására, többek között Søren Kierkegaard-ra, Emile Benveniste-re, Roman Jakobsonra, Mihail Bahtyinra, Sigmund Freudra, Jacques Lacanra, Mary Douglasra, Paul Ricœurre és Julia Kristevára.
Miután befejezte disszertációját, Hustvedt prózát kezdett írni. Két novella abból a négyből, amelyből első regénye, a The Blindfold (Szemkötő) lett, irodalmi folyóiratokban jelent meg, később pedig bekerült a Best American Short Stories 1990 és 1991 című kötetbe. Azóta is folytatja a szépirodalmi írást, és esszéket publikál a filozófia, a pszichoanalízis és az idegtudományok metszéspontjairól. Rendszeresen ír a képzőművészetről is. Hustvedt tartotta a müncheni Képzőművészeti Akadémián a harmadik éves Schelling-előadást az esztétikáról.
Emellett előadásokat tartott a madridi Pradóban és a New York-i Metropolitan Művészeti Múzeumban, és megjelentetett egy esszékötetet a festészetről: Mysteries of the Rectangle. 2011-ben ő tartotta az éves Sigmund Freud-előadást Bécsben, és egyike volt azon előadók rangos listáján, akik között Leo Bersani, Juliet Mitchell, Jessica Benjamin, Mark Solms és Judith Butler is szerepel.

## Magánélete
1981-ben ismerkedett meg férjével, Paul Auster íróval, és a következő évben összeházasodtak. Együtt éltek a New York-i Brooklynban a férfi 2024-ben bekövetkezett haláláig. 1987-ben született lányuk, Sophie Auster énekes/dalszerző és színésznő.
2009-ben Hustvedt aláírta a Roman Polanski rendezőt támogató petíciót, amelyben a rendező szabadon bocsátását követelte, miután Svájcban letartóztatták egy kiskorú 1977-ben történt megerőszakolása miatt.

## Könyvei

### Költészet
- Reading to You (1982)

### Fikció
- The Blindfold (1992)
- The Enchantment of Lily Dahl (1996)
- What I Loved (2003)
- The Sorrows of an American (2008)
- The Summer Without Men (2011)
- The Blazing World (2014)
- Memories of the Future (2019)

### Nonfiction
- Yonder (1998)
- Mysteries of the Rectangle: Essays on Painting (2005)
- A Plea for Eros (2005)
- The Shaking Woman or A History of My Nerves (2009)
- Living, Thinking, Looking (2012)
- A Woman Looking at Men Looking at Women – Essays (2016)
- Mothers, Fathers, and Others – Essays Simon & Schuster (December 7, 2021), ISBN 9781982176396[15]

### Fordítás
- Kjetsaa, Geir. Fyodor Dostoyevsky: A Writer's Life, translated by Siri Hustvedt and David McDuff (1998)
- Six poems by Tor Ulven from Vanishing Point. Writ, no. 18, 1986.

### Magyarul megjelent
- Amit szerettem (What I Loved) – Park, Budapest, 2018 · ISBN 9789633553343 · Fordította: Farkas Krisztina

## Egyéb információk
- Honlapja

## Fordítás
- Ez a szócikk részben vagy egészben  a   Siri Hustvedt című angol Wikipédia-szócikk fordításán alapul.  Az eredeti cikk szerkesztőit annak laptörténete sorolja fel. Ez a jelzés csupán a megfogalmazás eredetét és a szerzői jogokat jelzi, nem szolgál a cikkben szereplő információk forrásmegjelöléseként.